# Eponymer Fundort
Als eponymen Fundort (englisch type-site) bezeichnet man in der Archäologie den Ort, der für eine Ära, archäologische Kultur, Gruppe oder Stilrichtung namengebend wurde, also ein Eponym ist. Dieser Ort muss nicht typisch für die jeweilige Kultur sein oder im Zentrum ihrer Verbreitung liegen, sondern war zumeist der erste Platz, an dem die spezifischen Artefakte gefunden wurden. Begründet wurde dieses Prinzip vom französischen Archäologen Gabriel de Mortillet in einer Publikation von 1869, in der er archäologische Kulturen des Paläolithikums nach eponymen Fundplätzen Frankreichs benannte. Neben Fundorten werden auch eponyme Flüsse (Criș-Kultur, Indus-Kultur, Körös-Kultur, Theiß-Kultur), Berge (Wartberg-Kultur), Seen (Mondseekultur), Regionen (Kykladenkultur) oder Landschaften (Lausitzer Kultur, Wessex-Kultur) für die Namensgebung gewählt.
Der Bedeutung des eponymen Fundortes in der Archäologie vergleichbar ist die Bedeutung der Typlokalität in der Geologie.

## Kulturen und Gruppen nach eponymen Fundorten
Folgende archäologische Kulturen wurden nach eponymen Fundorten benannt (die Ableitung von den Fundorten wird in den verlinkten Artikeln erklärt):

### Altsteinzeit
- Acheuléen,  Ahrensburger Kultur, Aurignacien, Azilien,  Badegoulien,  Bromme-Kultur, Clactonien, Folsom-Kultur, Gravettien, Hamburger Kultur, Magdalénien, Moustérien, Micoquien, Oldowan, Pavlovien, Szeletien

### Epipaläolithikum und Mittelsteinzeit
- Botai-Kultur, Ertebølle-Kultur, Natufien, Kongemose-Kultur, Kunda-Kultur, Maglemose-Kultur

### Jungsteinzeit
- Baalberger Kultur,  Badener Kultur (auch Ossarner oder Péceler Kultur), Bernburger Kultur,  Bischheimer Kultur, Chamer Kultur, Gaterslebener Kultur,  Großgartacher Kultur, Horgener Kultur, Jordansmühler Kultur, Lapita-Kultur, Lengyel-Kultur,  Majiabang-Kultur, Michelsberger Kultur, Mondseekultur, Obed-Kultur, Pișcolt-Kultur, Pfyner Kultur, Remedello-Kultur, Rössener Kultur, Salzmünder Kultur, Samarra-Kultur, Schönfelder Kultur, Schussenrieder Kultur, Vinča-Kultur, Vučedol-Kultur, Walternienburger Kultur, Wartberg-Kultur, Yangshao-Kultur
- Aichbühler Gruppe, Altheimer Gruppe, Goldberg-III-Gruppe, Oberlauterbacher Gruppe, Pollinger Gruppe

### Bronzezeit
- Adlerbergkultur, Aunjetitzer Kultur, Lausitzer Kultur, Maikop-Kultur, Laugen-Melaun-Kultur, Mykenische Kultur, Wessex-Kultur
- Singener Gruppe, Straubinger Gruppe

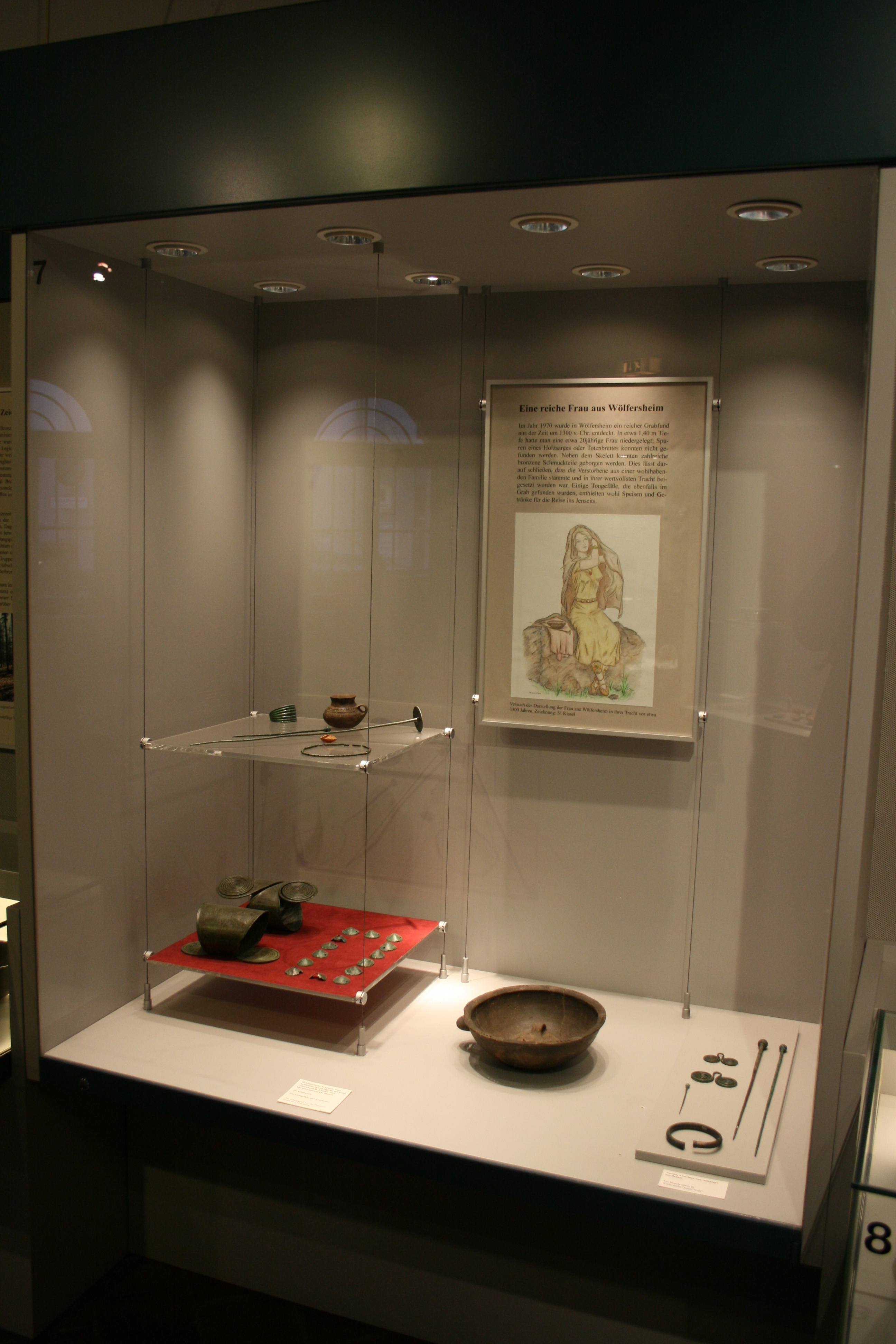
Frauengrab aus Wölfersheim im Wetterau-Museum Friedberg, namensgebend für die Bronzezeit-Stufe Wölfersheim

In der Bronzezeit werden in dem chronologischen System Hermann Müller-Karpes auch zeitliche Stufen nach wichtigen Fundorten benannt, wie
- Stufe Wölfersheim (Wetterau)
- Stufe Bessunger Wald bei Darmstadt

### Eisenzeit
- Hallstattzeit/-kultur: Ära und Kultur nach Hallstatt im Salzkammergut
- Latènezeit/-kultur: Ära und Kultur nach La Tène am Neuenburgersee
- Jastorf-Kultur mit den ebenfalls nach Orten benannten Stufen Jastorf, Ripdorf und Seedorf
- Ananino-Kultur, Este-Kultur, Golasecca-Kultur

### Andere Außereuropäische Kulturen
- Lapita-Kultur nach Lapita auf Neukaledonien

## Eponyme archäologische Typen
Für bestimmte Werkzeug-, Schmuck- und Waffentypen werden von eponymen Fundorten abgeleitete Bezeichnungen verwendet.
Beispiele:
- Clovis-Spitze
- Folsom-Spitze
- Byblos-Spitze
- Hajdusamson-Schwert
- Eward-Park-Schwert
- Mörigen-Schwert
- Binninger Nadel
- Certosa-Fibel

## Eponyme in der Paläoanthropologie
Die Ahnenreihe des Menschen wird teilweise durch eponyme Fundorte bezeichnet, wie Homo heidelbergensis (Heidelberger Mensch), Homo floresiensis (Flores-Mensch) und Homo neanderthalensis (Mensch aus dem Neandertal).

## Alternatives Konzept
Das dem eponymen Fundort entgegenstehende Prinzip ist die Benennung archäologischer Kulturen nach Leitformen, das den Leitfossilien der Paläontologie entlehnt und zuerst 1861 vom französischen Paläontologen Édouard Armand Lartet eingeführt wurde. In dieser Tradition wurden später auch keramische Leitformen (Trichterbecherkultur, Kugelamphorenkultur, Glockenbecherkultur, Bocca Quadrata), prägende Verzierungsstile (Cardial- oder Impressokultur, Bandkeramik, Schnurkeramik) oder Bestattungssitten (Einzelgrabkultur, Hügelgräberkultur, Urnenfelderkultur, Jamnaja-Kultur, Ockergrabkultur, Kurgankultur) für die Benennung archäologischer Kulturen herangezogen.